# Nacnac

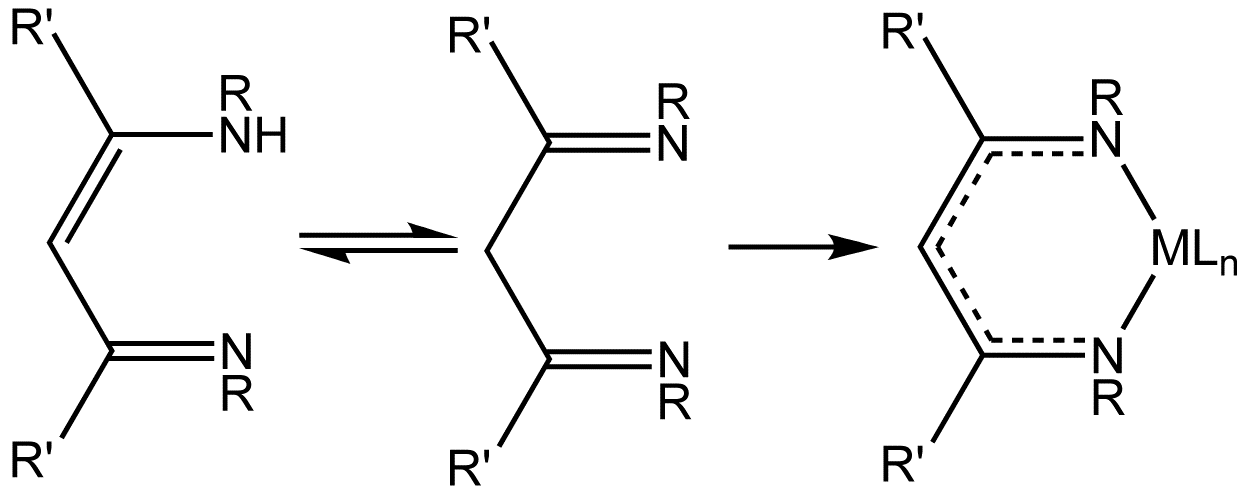
Tautomery prekurzoru substituovaného HNacNac ligandu a idealizovaný komplex (vpravo) jeho konjugované zásady (M = kov, L = jiný ligand)

NacNac je označení pro skupinu aniontových bidentátních ligandů. 1,3-diketiminy se často označují „HNacNac“, zkratkou odvozenou od označení Hacac určeného pro 1,3-diketony. Tyto sloučeniny vytvářejí směsi tautomerů.

## Příprava ligandů a komplexů

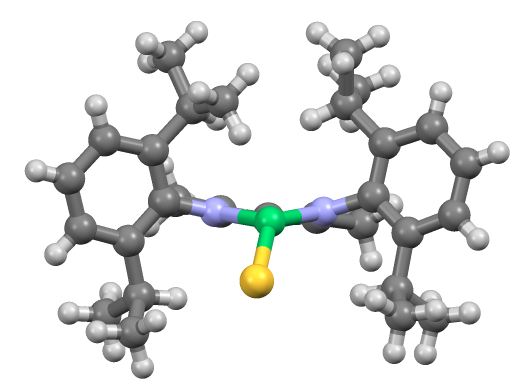
Struktura [(C_{6}H_{3}-2,6-(i-Pr)_{2})_{2}NacNac]NiSCPh_{3} se znázorněním sterického zatížení tohoto ligandu (pro názornost nejsou zobrazeny CPh_{3} substituenty). Barvy: šedá = C, bílá = H, modrá = N, žlutá = S, zelená = Ni).

Acetylaceton a podobné 1,3-diketony kondenzují s primárními alkyl- a arylaminy za odštěpení karbonylových kyslíků a jejich nahrazení NR skupinami (kde R = aryl nebo alkyl). Přípravy 1,3-diketiminů ze stericky zatížených aminů, jako jsou 2,4,6-trimethylaniliny a 2,6-diisopropylaniliny, vyžadují delší reakční časy.
Deprotonacemi HNacNac vznikají aniontové bidentátní ligandy schopné vytvářet široké spektrum komplexů.
Některé deriváty s dlouhými postranními řetězci lze použít na stabilizaci komplexů nízkovazných kovů bloků p a d.
Komplexy nacnac se liší od acetylacetonátů tím, že sterické vlastnosti jejich koordinujících atomů lze řídit změnami substituentů. Navázání na kovové centrum bývá doprovázeno deprotonací HNacNac n-butyllithiem; vzniklá lithná sloučenina je následně vystavena chloridu kovu za oddělení chloridu lithného. V některých případech HNacNac slouží také jako neutrální 1,3-diiminové ligandy.

## Podobné ligandy

Příprava Jägerova N_{2}O_{2} ligandu

NacNac ligandy jsou diaminovými analogy acetylacetonátů. Přechod mezi těmito dvěma skupinami tvoří ligandy odvozené od monoiminoketonů.
První Dipp-NacNac ligand připravil v roce 1998 Francis S. Mair.